# Río Piraí
Pour les articles homonymes, voir Rio Piraí.
Le río Piraí est une rivière de Bolivie, appartenant au bassin amazonien, et qui déverse ses eaux dans le río Yapacaní en rive droite, peu avant que celui-ci ne conflue avec le río Grande bolivien (affluent majeur du río Mamoré). 

## Géographie
La longueur de son cours est de 457 kilomètres.
Né dans la Cordillère des Andes à une centaine de kilomètres au sud-ouest de Santa Cruz de la Sierra, de la jonction de plusieurs petites rivières dont les principales sont le río Piojeras et le río Bermejo, il a une longueur totale de 457 km. Son cours passe par la ville de Santa Cruz de la Sierra qui est construite sur sa rive droite.
Le Piraí constitue dans la région de Santa Cruz une importante attraction touristique. En effet, durant l'été souvent torride, la population aime se baigner dans ses eaux rafraîchissantes. 
C'est une zone touristique où se rassemblent des personnes de tous âges. Il y a des terrains de sport, des plages, des guinguettes où l'on sert des boissons et toutes sortes de plats typiques de la région, au bout des avenues « Avenida Roca » et « Avenida Coronado », à quelques minutes de la place principale de la ville, place du « 24 de Septiembre » . 
La superficie de son bassin est de 15 249 km2. Ce bassin en forme de croissant allongé, orienté sud-nord, s'intercale entre le bassin montagneux et bien arrosé du río Yapacaní à l'ouest et le bassin de plaine beaucoup plus sec du río Grande bolivien à l'est.
Le río Piraí est très dangereux en période de crue.

## Source
- (es) Hydrologie de la province de Santa Cruz